# Jeanine Assani Issouf
Jeanine Assani Issouf (Marsiglia, 17 agosto 1992) è una triplista francese.
I suoi primati della specialità sono 14,40 m, stabilito outdoor, e 14,17 m, stabilito indoor.

## Biografia
Il 19 marzo 2016 finisce settima ai mondiali indoor di Portland, con un salto di 14,07 m. Il 6 maggio migliora il suo primato personale a 14,26 m, terminando quarta alla Diamond League 2016 di Doha.
Il 26 giugno seguente si aggiudica il primo posto ai campionati francesi outdoor con un salto di 14,40 m, nuovo record personale.
Partecipa ai Giochi olimpici di Rio de Janeiro 2016, dove però ottiene una delusione dovendosi fermare già alle qualificazioni con un salto di 13,97 m.
Nell'estate del 2017 rappresenta la Francia agli europei a squadre di Lilla, dove con una misura di 14,00 m si aggiudica il terzo posto alle spalle della greca Papahrístou (14,24 m) e della tedesca Gierisch (14,11 m).

## Palmarès
| Anno | Manifestazione          | Sede           | Evento       | Risultato | Prestazione | Note |
| ---- | ----------------------- | -------------- | ------------ | --------- | ----------- | ---- |
| 2011 | Europei U20             | Tallinn        | Salto triplo | 9ª        | 12,80 m     |      |
| 2013 | Europei U23             | Tampere        | Salto triplo | nm (q)    | nm (q)      |      |
| 2015 | Europei indoor          | Praga          | Salto triplo | 15ª (q)   | 13,71 m     |      |
| 2015 | Mondiali                | Pechino        | Salto triplo | 9ª        | 14,12 m     |      |
| 2016 | Mondiali indoor         | Portland       | Salto triplo | 7ª        | 14,07 m     |      |
| 2016 | Europei                 | Amsterdam      | Salto triplo | 13ª (q)   | 13,80 m     |      |
| 2016 | Giochi olimpici         | Rio de Janeiro | Salto triplo | 19ª (q)   | 13,97 m     |      |
| 2017 | Europei indoor          | Belgrado       | Salto triplo | 9ª (q)    | 13,94 m     |      |
| 2017 | Mondiali                | Londra         | Salto triplo | 18ª (q)   | 13,87 m     |      |
| 2018 | Europei                 | Berlino        | Salto triplo | 7ª        | 14,12 m     |      |
| 2019 | Europei indoor          | Glasgow        | Salto triplo | 11ª (q)   | 13,74 m     |      |
| 2022 | Giochi del Mediterraneo | Orano          | Salto triplo | 4ª        | 13,56 m     |      |

## Altre competizioni internazionali
2017
- Oro al DécaNation ( Angers), salto triplo - 13,62 m